# Arthur William Mickle Ellis
Pour les articles homonymes, voir Ellis.
Arthur William Mickle Ellis, né le 4 mai 1883 à Toronto et mort le 20 mai 1966 à Hounslow est un médecin et pathologiste canado-britannique. Il est Professeur regius de médecine à l'Université d'Oxford de 1943 à 1948.

## Biographie

### Jeunesse et formation
Arthur William Mickle Ellis nait à Toronto, en Ontario, au Canada, le 4 mai 1883. Il est le fils d'Ellen Maude Mickle et du Dr William H. Ellis, professeur de chimie appliquée et doyen de la Faculté des sciences appliquées et du génie à l'Université de Toronto.
Arthur Ellis fait ses études à l'Upper Canada College et à l'Université de Toronto, où il obtient son baccalauréat en médecine en 1908. Son intérêt académique initial est axé sur le travail de laboratoire, et après un apprentissage dans les laboratoires de chimie pathogénique de Toronto, il devient démonstrateur en pathologie à la Université Case Western Reserve à Cleveland puis, médecin résident adjoint à l'hôpital de l'Université Rockefeller, à New York de 1911 à 1914,.

### Première Guerre mondiale
Au déclenchement de la Première Guerre mondiale, Arthur Ellis s'engage dans le Corps médical de l'armée canadienne. Il est nommé conseiller adjoint en pathologie auprès de la 4e Armée, atteignant le grade de major. Il est cité à l'ordre du jour à quatre reprises et se voit vu décerner l'Ordre de l'Empire britannique pour ses services,.

### Carrière médicale au Royaume-Uni pendant l'entre-deux-guerres
Démobilisé à la fin de la Première Guerre mondiale, Arthur Ellis s'installe à Londres, où il devient membre du Royal College of Physicians en 1920. Il est nommé professeur de médecine à l'Université de Londres en 1924 et directeur de l'unité médicale du Royal London Hospital.
Il est élu membre du Royal College of Physicians en 1929, prononçant la Croonian Lecture sur l'histoire naturelle de la maladie de Bright en 1941.
Il apporte une contribution significative à la recherche clinique en tant que professeur de médecine au London Hospital, notamment dans le domaine des maladies rénales appelées néphrites. Il siège également à la Commission royale sur la population (en) et est membre fondateur du Comité d'enquête sur le contrôle des naissances, qui intègre ensuite de l'Association pour le planning familial.

### Seconde Guerre mondiale
Pendant la Seconde Guerre mondiale, Arthur Ellis devient conseiller en médecine auprès du ministère de la Santé de 1941 à 1942, puis directeur de la recherche en médecine industrielle pour le Conseil de recherches médicales de 1942 à 1943. En pleine guerre, il est nommé professeur titulaire de médecine à l'Université d'Oxford par en le roi George VI en 1943, en raison de sa réputation et de sa vaste expérience dans les domaines de la pratique médicale, de la recherche et de l'administration. L'Université de Toronto lui décerne un doctorat honorifique en droit en 1944.

### Carrière d'après-guerre
Arthur Ellis reste professeur Regius de médecine à l'Université d'Oxford jusqu'à sa retraite en 1948, à l'âge de 65 ans, date à laquelle il est nommé professeur Émérite par l'université.
En 1951, il reçoit la Médaille Moxon du Royal College of Physicians de Londres en reconnaissance de sa contribution remarquable à la connaissance des maladies du rein. Il est fait chevalier lors des honneurs du Nouvel An par la reine Élisabeth II.

## Vie privée
Arthur Ellis épouse Winifred Hadley Foot Mitchell, fille de Sir William Foot Mitchell, qui était membre du Parti conservateur au Parlement pour Dartford et Saffron Walden, en septembre 1922. Leur fils, Timothy Mitchell nait à Londres le 23 juin 1923.
Il organisait chaque année une réunion de course de bateaux à son domicile à Chiswick, avec la moitié des invités composée de personnel de l'hôpital de Londres, y compris tout le personnel médical consultant, et l'autre moitié du service diplomatique. Son passe-temps était la pêche au saumon en Islande.
Sa femme meurt en 1965 après une longue maladie. Il meurt le 20 mai 1966 à Londres.